# Processus isochore
En thermodynamique, un processus isochore est une transformation chimique ou physique d'un système au cours de laquelle le volume du système est constant.

## Description
Si le volume reste constant, on peut déduire que le travail des forces de pression à fournir est nul. En effet, les bornes de l'intégrale du travail mécanique sont égales :
{\displaystyle W_{\text{m}}=\int _{V_{1}}^{V_{2}}{p\mathrm {d} V}=-\int _{V_{2}}^{V_{1}}{p\mathrm {d} V}=0}.

## Exemple
Un exemple concret est le moteur à explosion, à l'instant précis de l'« explosion », où le volume reste constant alors que la pression et la température augmentent très rapidement et que le piston n'a pas encore commencé à se déplacer.

## Étymologie
L'adjectif "isochore"  \i.zɔ.kɔʁ\ provient du grec ἴσος (isos) signifiant "même", et χῶρος (khôros) signifiant "lieu ou espace."